# Numax presenta...
Numax presenta... és una pel·lícula documental dirigida per Joaquim Jordà l'any 1980 sobre l'autogestió per part dels treballadors de la fàbrica d'electrodomèstics Numax Electrospiro entre els anys 1977 i 1979.

## Argument
Numax SA fou una empresa d'uns 300 treballadors a Barcelona que produïa electrodomèstics. El 1977, després de diversos acomiadaments i vagues, els propietaris l'abandonaren i els empleats van decidir autogestionar-la. Dos anys després, a causa del boicot de tot el sector, van decidir plegar i amb les 600.000 pessetes de la caixa de resistència es van posar en contacte amb Joaquim Jordà i decidiren fer una pel·lícula per a documentar tot el procés.
L'any 2004 Jordà es va retrobar amb alguns dels treballadors de Numax per realitzar un nou documental, Vint anys no és res.
| «                                                                    | Aquí hi havia poc cine militant. Si n'hi havia, era un cine produït per estructures properes a CCOO i al PSUC. Era un cine alliçonador, optimista i triomfalista. Cantava les glòries de la lluita i els finals victoriosos. En canvi, "Numax presenta..." no es va considerar una pel·lícula optimista; tot i que jo penso que sí, que ho era, perquè a Numax tots els personatges acaben lliurant-se d'una condició proletària que no havien assumit per voluntat pròpia. Així és com aquesta pel·lícula va guanyar-se el rebuig dels sindicats, de CCOO i de partits com el PSUC. Recordo l'única projecció que es va fer un primer de maig. Va anar-hi tota la gent de Numax i del moviment. Al final va haver-hi un debat molt polèmic, amb protestes de treballadors de Numax, especialment els vinculats al trotskisme. No van dir que la pel·lícula denigrés la classe obrera, però els va semblar que l'exaltava poc. La van veure com una pel·lícula derrotista. | » |
| — Entrevista a Joaquim Jordà realitzada per Carles Guerra l'any 2004 | |   |

Precisament, la pel·lícula no va tenir gaire recorregut en els cinemes per les pressions de les organitzacions comunistes.

## Fitxa tècnica
- Producció: Assemblea de Treballadors de Numax
- Guió i direcció: Joaquim Jordà
- Director de fotografia: Jaume Peracaula
- Muntatge: Josep Maria Aragonès, Teresa Font
- Script: Maria Espinosa
- Operador de càmera: Jaume Peracaula
- Ajudant de càmera: Carlos Lucena
- Ajudant de muntatge: Joan González
- Tècnic de so: Joan Quilis
- Estrena: Sucursal Catalana de la Filmoteca Nacional (01/05/1980)
- Intèrprets: Walter Cots, Maria Espinosa, Mario Gas, Rosa Gavín, Victor Guillén, Joaquim Jordà, Carlos Lucena, Joserp Molina, Biel Moll, Ricardo Moya, Vicky Peña, Luli Pereso, Marta Peredo, Ricardo Pous, Carlos Puig.
- Durada: 100 minuts
- Argument: Documental que enregistra l'experiència autogestionària que va dur a terme els treballadors de la fàbrica Numax entre l'any 1977 i 1979.[6]